# Мытник перевёрнутый
Мы́тник перевёрнутый (лат. Pediculāris resupināta)  — вид травянистых растений рода Мытник (Pedicularis) семейства Заразиховые (Orobanchaceae).

## Ботаническое описание
Полупаразит. Многолетнее травянистое растение высотой 20—40 см.
Прикорневые листья длинночерешковые, ко времени цветения обычно опадающие. Стеблевые листья очерёдные, на коротких черешках, продолговато- либо широколанцетной формы.
Соцветие одиночное. Цветки пурпурного цвета.
Цветёт с августа по сентябрь.
Плод  — овальная коробочка длиной 10—12 мм.
Обитает на влажных лесных полянах, заболоченных лугах и окраинах болот, в ивняках и березняках.
Число хромосом 2n=16.
Вид описан из Сибири.

## Ареал
В России обитает в Сибири, на Дальнем Востоке и Южном Урале. За рубежом встречается в Монголии, Северном Китае, Японии, полуострове Корея.

## Охранный статус
Вид занесён в Красные книги Челябинской области и Свердловской области.